# Texas Presley
Texas Presley (Nashville, Tennessee; 22 de julio de 1981) es una actriz pornográfica estadounidense.
Presley apareció en la temporada 2004 del programa Inside Coyote Ugly cuando aplicó a para ser Coyote en el bar Austin.
En el 2005 apareció en la película Sin City como una chica de pueblo (no acreditada).
Su madre es la cantante de música country Toni Price.
Actualmente se encuentra retirada de la industria.

## Premios
- 2006: Premios AVN; nominada a la mejor escena de sexo en solitario (Evil Bitches)[4]
- 2007: Premios AVN; nominada la mejor actriz de reparto en un vídeo (Orgazmika)[5]